# San Pablo de la Moraleja (kommun)
San Pablo de la Moraleja är en kommun i Spanien.   Den ligger i provinsen Provincia de Valladolid och regionen Kastilien och Leon, i den centrala delen av landet, 120 km nordväst om huvudstaden Madrid. Antalet invånare är 136.